# Galway Hooker
Galway hooker o anche hooker (in irlandese bád mór or húicéir) è una imbarcazione tradizionale tipica della Contea di Galway. Originariamente creata per la pesca, successivamente è stata adibita anche per il trasporto delle merci. Il nome deriva dalla città di Galway, dove l'imbarcazione risulta essere particolarmente diffusa e pare essere stata inventata.

## Descrizione
È caratterizzata dai colori tipici che permettono facilmente di distinguerla dalle imbarcazioni circostanti. Lo scafo infatti è di colore nero, ed un tempo era costituito da una ricopertura integrale di bitume che serviva ad impermeabilizzarlo, mentre le vele sono di color ruggine.

## Laleatbhád
È pure presente un'altra versione della Galway hooker, denominata leatbhád (letteralmente "metà barca"). Tale versione differisce per le dimensioni essendo più piccola.